# ニカノル (パルメニオンの子)
ニカノル（希：Nικάνωρ、ラテン文字転記：Nicanor、?-紀元前330年）はアレクサンドロス3世の将軍であり、重臣パルメニオンの子である。
ニカノルは紀元前335年のアレクサンドロスのゲタイ遠征に参加し、イストロス河（現ドナウ河）渡河作戦でファランクス部隊を率いた。紀元前334年に始まる東征でニカノルはヒュパスピスタイを指揮官し、グラニコス、イッソス、ガウガメラといった主要な会戦では同部隊を指揮した。ガウガメラの戦いの後、ダレイオス3世を殺害して王を称したバクトリア太守ベッソス追撃ではニカノルは先遣隊を率い、後にベッソスは捕えられて処刑された。紀元前330年にニカノルはヒュルカニアとアレイアの間で病死した。彼の死の直後に兄弟のフィロタスもまたアレクサンドロスと敵対派閥により、王暗殺の陰謀を企てた濡れ衣を被せられ父パルメニオン共々殺害されたとされ、後を追った。

## 註
1. ↑  アッリアノス, I. 4
2. ↑  アッリアノス, I. 14
3. ↑  アッリアノス, II. 8
4. ↑  クルティウス, III. 9. 7
5. ↑  アッリアノス, III. 9
6. ↑  クルティウス, IV. 13. 27
7. ↑  ディオドロス, XVII. 57
8. ↑  アッリアノス, III. 21
9. ↑  クルティウス, V. 13. 19
10. ↑  アッリアノス, III. 25
11. ↑  クルティウス, VI. 6. 18